# Корву
Корву (порт. Ilha do Corvo, буквально — «остров ворон») — самый маленький и самый северный остров Азорского архипелага, относится к Западной группе островов. Также это самый северный остров Макаронезии.
Одноимённый муниципалитет — самый маленький не только на Азорах, но и во всей Португалии.

## География
Остров занимает общую площадь 17,13 км², 6,5 км в длину и 4 км в ширину. Если бы он считался частью островной Северной Америки (а расположен он именно на Северо-Американской плите), то представлял бы собой одну из самых восточных точек американского континента.
Остров находится в 13 милях от острова Флориш, в 13 милях от острова Санта-Круш-дас-Флориш и в 10 морских милях от порта Понта-Делгада. Он образован единственным и уже потухшим вулканом — Монте-Горду, увенчанным большим кратером с диаметром 3,7 км и глубиной 300 метров и где находится лагуна Лагоа-ду-Калдейран. В этом месте можно увидеть несколько озёр, торфяников и небольших «островков» — два длинных и пять круглых. Самая высокая точка острова, Эштрейтинью, находится на высоте 720 метров над уровнем моря. Кроме неё на острове присутствуют следующие возвышенности: Морро-дус-Оменс, Ломба-Редонда, Короа-ду-Пику, Морро-да-Фонте, Эспигаозиньо и Серрау- Алту.
Вся береговая линия — высокая и крутая, и образует центральный конус вулкана, за исключением южной части, где располагается Вила-ду-Корву, единственная деревня на острове. Западный откос с почти отвесной скалой высотой около 700 м над океаном является одной из самых высоких прибрежных возвышенностей в Атлантике.
Земля непосредственно вокруг деревни и небольшая территория на восточном побережье — единственные участки, где возможно заниматься сельским хозяйством и выращивать фруктовые деревья. Лучшие пастбища для крупного рогатого скота находятся дальше на север, в так называемых Terras Altas.
В южной бухте, называемой Энсеада-де-Носса-Сеньора-ду-Росарио, есть три причала — Порту-Ново (ныне не используется), Порту-ду-Бокейран и Порту-да-Каса, самый большой из них и единственный, используемый для коммерческих перевозок. Единственный пляж на острове, Портиньо-да-Арейя, расположен в западной части взлетно-посадочной полосы аэропорта и является основным местом для купания.
Климат влажный, со среднегодовым количеством осадков 915,7 мм, но мягкий, хотя и ветреный, со среднегодовой температурой 17,6 °С; среднемесячные температуры колеблются от 14 °C в феврале до 20 °C в августе. В высотных зонах почти постоянный туман; морской прилив очень силен, особенно в западном квадранте, что приводит к сильной береговой эрозии.
Относительная влажность воздуха колеблется от 74 % в октябре до 85 % в июне месяце, когда чаще всего бывают туманы.

## Геология
Остров расположен на Североамериканской тектонической плите, к западу от разлома Срединно-Атлантического хребта, образовавшегося на дне океана, и возраст которого составляет около 10 миллионов лет. Острова Флориш и Корву расположены на одной подводной платформе с ориентацией ССВ-ЮЮО. Их тектоника прослеживается на разломах, ориентированных примерно с севера на юг, параллельно Срединно-Атлантическому хребту, и трансформными разломами, идущими с запада на восток, которые разделяют на части рифтовую долину. Остров соответствует вулкану центрального типа, который образовался около 730 000 лет назад. Обрушение кратера произошло 430 000 лет назад. По оценкам, до образования кратера центральный конус имел высоту около 1000 метров.
Остров сталкивается с эрозией, вызванной преобладающими северо-восточными и западными ветрами. Склоны вулкана частично сохранились на южном и восточном склонах (на высотах от 150 до 250 м), сильно уменьшились за счет отступания прибрежных скал к северу и полностью отсутствуют на западе (на высотах от 500 до 700 м). Отступление скал уже достигло западного края кальдеры. На южном склоне выделяются второстепенные конусы — Короинья, Морро-да-Фонте, Гротан-да-Кастельхана и Короа-ду-Пику, которые хорошо сохранились за счет наростов базальта, сформировавшего дополнительный слой (на высоте от 10 до 60 метров). Последнее извержение произошло около 80-100 000 лет назад в окрестностях Вила-Нова-ду-Корво.
Северо-западная оконечность острова имеет небольшой конический островок на северной стороне, называемый Торраиш. На северном и северо-западном побережье есть ещё один небольшой островок Ильеу-ду-Торрао и несколько подводных рифов, представляющих опасность для судов.

## История

### Открытие и заселение
На генуэзских картах XIV века, в частности на Portulano Mediceo Laurenziano (букв. «Атлас Медичи», произв. в 1351), «Insula Corvi Marini» (букв. «Остров Корво-Марино») Корву упоминается среди семи островов, составлявших архипелаг, хотя маловероятно, что это обозначение относится конкретно к нынешнему острову; возможно, он и вправду унаследовал это название. Есть вероятность, что под этим именем обозначались оба острова нынешней Западной группы Азорского архипелага — Флориш и Корву — так же, как и в так называемом Каталонском Атласе (ок. 1375 г.).
Известно, что на этапе исследования Атлантики португальцами именно Диогу де Тейве обнаружил острова Западной группы по возвращении из своего второго исследовательского путешествия на Ньюфаундленд в 1452 году. Они могли быть обнаружены и одновременно, так как хорошо просматриваются. При дворе называли его островом Санта-Ирия (святой Ирины), Флориш (цветов), Ду Эстатуа (статуи), ду Фарол (Маяка), Сан-Томас (святого Фомы). Использовалось даже название Ду Марко (букв. «знак»), что было связано с его упоминанием в качестве географического маркера для моряков или, вероятно, расположением небольшого мыса, где был установлен штандарт, и который впоследствии получил название Понта-ду-Марко.
Несмотря на неопределенность в отношении точной даты открытия острова португальцами, она определённо предшествует 20 января 1453 года — дате, когда Афонсу V из Португалии подарил оба острова своему дяде, Афонсу I, герцогу Браганса.
Первая попытка заселить Корву была предпринята в начале 16 века группой из 30 человек во главе с Антао Васом де Ажеведу, уроженцем острова Терсейра, однако вскоре остров был оставлен. То же самое произошло с группой поселенцев, также из Терсейры, во главе с братьями Барселуш. Позднее в середине века, 12 ноября 1548 года, Гонсало де Соуза получил разрешение отправить на остров рабов — вероятно, мулатов с острова Санту-Антан, входящего в архипелаг вблизи Кабо-Верде — выразив им доверие как фермерам и животноводам. В 1570 году была построена церковь, и только около 1580 года остров стал считаться заселенным, когда в Корву прибыли поселенцы с острова Флориш, которые занялись сельским хозяйством, скотоводством и рыболовством.

### Пираты и каперы
Несмотря на изолированность, за свою историю остров неоднократно подвергался набегам корсаров и пиратов. Однако жителям острова удавалось сохранять свою независимую позицию, часто вступая в союз с участниками набегов и активно способствуя их деятельности. В обмен на защиту и деньги островитяне давали пресную воду, еду и своих людей, а также лечили раненых и чинили корабли.
В 1587 году Корву был разграблен, а его дома сожжены английскими каперами, напавшими на Лажиш-даш-Флориш. В 1632 году остров подвергся двум попыткам высадки берберских пиратов на место нынешней пристани Порту-да-Каса, которая в то время была ещё просто бухтой. Двести жителей Корву использовали все, что было в их распоряжении, чтобы дать отпор нападавшим, которые в конце концов отступили, понеся при этом значительные потери. Изображение Носа-Сеньора-ду-Росарио было помещено в Канаде-ду-Роша, и оттуда, по легенде, оно защищало население от пуль.
Вторым приходским священником острова был флорентиец Инасио Коэльо, брат монаха-летописца Диогу даш Шагаса. Именно ему удалось уговорить Д. Мартиньо де Маскареньяса, 2-го капитана-губернатора, взять передать ему обеспечение местного прихода, а также предполагаемое сочинение и распространение фактов и приписывание Деве Марии чуда победы островитян над пиратами. С тех пор образ стал называться Богоматерь Чудес.
В 1674 году поселение Корву было преобразовано в приход, а его святым-покровителем стал считаться Носа-Сеньора-ду-Росарио. До этого остров ежегодно, во время Великого Поста, посещал священник из Санта-Круш-даш-Флориш. Первым священником новообразованного прихода был Бартоломеу Тристан из Файала.

### XVIII век
В 18 веке, с прибытием североамериканских китобойных судов на остров Флориш — экипаж искал себе в команду наемников, в том числе и гарпунщиков, опираясь на слухи об отваге и храбрости жителей Корву — начались тесные отношения с Северной Америкой, которая с тех пор стала предпочтительным местом миграции островитян. Также оттуда на остров поступали практически все новости, так как одно время связи с Бостоном были прочнее и активнее, чем с Лиссабоном. Нелегальная эмиграция стала обыденной практикой на острове, несмотря на репрессивные меры португальских властей, связанные с уклонением от обязательной воинской повинности и потерей рабочей силы.
Жители Корву должны были платить дань своим капитанам-губернаторам, а с 1759 года, после смерти Жозе де Машкареньяша де Силва-и-Ленкаштре, 8-го герцога Авейру и графа Санта-Круш — напрямую португальской короне.

### XIX век
В условиях Гражданской войны в Португалии (1828—1834), во время наступления 7-го маркиза Вила Флор (1831), остров стихийно признал либеральное правительство. Вскоре после этого Педру IV повысил статус местной деревни до города и административного центра округа (20 июня 1832 г.). Указом было чётко определено, что новый город должен называться Вила-ду-Корву, а не Вила-Нова, как было принято некоторыми историками. До этого поселение находилось под юрисдикцией Санта-Круш-даш-Флориш, являясь одним из приходов муниципалитета. В настоящее время 20 июня, годовщина обретения нового статуса, является на острове муниципальным праздником.
В этом контексте Музинью да Силвейра, впечатлённый квазирабством, в котором жили люди Корво (из-за истощающего размера дани вынужденные есть выпеченный из стеблей осоки хлеб), предложил наполовину уменьшить платеж пшеницей и отменить платеж наличными, тем самым улучшив состояние жителей Корву. Мануэль Томас де Авелар был главой делегации Корву, которая отправилась в Ангру, чтобы подать прошение, поразив своей мудростью и поведением либеральное руководство поселения. Музинью да Силвейра, ныне почитаемый как покровитель единственного учебного заведения на острове, Escola Básica Secundária Mouzinho da Silveira, годы спустя упомянул в своём завещании желание быть похороненным на острове Корву, «и пребывать в окружении людей, которые осмелились быть благодарными». Указом от 14 мая 1832 года, подписанным в Понта-Делгада королем Педру IV, оплата пшеницей, которую островитяне осуществляли в адрес Педру Хосе Кауперсу, а позднее — португальской короны, а также выплата наличными в размере 80 000 реалов была отменена.
В 1886 году губернатор округа Орта, Мануэль Франсиско де Медейруш, при посещении Вилы-ду-Корву поинтересовался у островитян об их желаниях. Те в ответ попросили только выписать им национальный флаг, чтобы отдавать честь проплывающим мимо судам.
Во время своих океанографических экспедиций в Атлантику князь Монако Альбер I долгое время посещал остров на своей яхте Hirondelle, собирая представляющие исключительный интерес фотографии. В настоящее время часть из них находится в Океанографическом музее Монако.

### XX век и наше время
В 1924 году остров посетил португальский писатель Раул Брандау, который своим произведением Ilhas Desconhecidas внёс большой вклад в мифологизацию жизненного опыта жителей Корву, создав образ идиллической общинной республики, который сохранился до наших дней.
С начала XIX века наблюдался постоянный рост миграции островитян в США и Канаду с небольшим перерывом между 1925 и 1955 годами; процесс длился до середины 1980-х годов.
В 1938 году в Корву впервые появился постоянный врач, доктор К. Жоао Родригиш Феррейра да Силва, который оставался там до 1945 года. Нынешний медицинский центр на острове носит имя этого доктора.
С 1950 по 1954 год у острова Корву был ещё один постоянный врач, Альваро де Соуза и Брито, который жил там со своей женой и двумя дочерьми, одна из которых родилась уже на острове, и Соуза сам принимал роды. В дополнение к своей клинической деятельности, включая искоренение эпидемии брюшного тифа на острове, также внёс вклад в развитие существующей музыкальной группы, вместе с преподобным Леонето Мелу ду Рего. Чтобы помочь мальчикам на острове заниматься спортом, он начал играть с ними в волейбол.
В 1960-е годы, после изменения политики в отношении лесного хозяйства многие фермеры были вынуждены покинуть необрабатываемые земли, которые обычно использовались для выпаса овец, что привело к прекращению производства шерсти, полному исчезновению овцеводства, а вместе с ними и традиций, связанных со стрижкой, вычёсыванием, прядением и обработкой шерсти, которые раньше были центральными аспектами культуры и экспортной промышленности острова. Сейчас на острове разводят коров и лошадей.
С открытием коммерческого воздушного сообщения в аэропорту Илья-даш-Флориш 27 апреля 1972 года жители острова начали чувствовать себя менее изолированным от мира.
28 сентября 1983 года был открыт аэродром Корву (код IATA: CVU) с взлётно-посадочной полосой длиной 800 метров. Сначала воздушное сообщение между Корву и Терсейрой (Лажиш) обеспечивал самолёт CASA C-212 Aviocar ВВС Португалии. С 1991 года этот самолёт был заменён на Dornier 228—212 от SATA Air Açores, который выполнял рейсы в Санта-Круш-даш-Флориш, Орту и Терсейру (Лажиш). В июле 2009 года этот самолёт был заменён на Bombardier Dash Q200. Аэродром обслуживается пять дней в неделю летом и три дня в неделю зимой, при этом количество рейсов может быть изменено, если того требует количество пассажиров.

## Памятники и музеи
Из существующего архитектурного наследия выделяется церковь Носа-Сеньора-душ-Милагриш, построенная в 1795 году и заменившая собой первоначальную часовню. Внутри находится работа фламандской школы 16-го века — статуя святого покровителя острова, Христа, выполненная из слоновой кости, а также деревянные изображения Носа-Сеньора-да-Консейсао и некоторых других святых.
В дополнение к церкви стоит посетить Каса-ду-Эспириту-Санту на площади Ларго-ду-Оутейру, выстроенную в 1871 году в симметричном дизайне, типичном для Касас-ду-Эспириту-Санту на островах Флориш и Корву.
Рядом с аэродромом находятся типичные для Корву интересные ветряные мельницы, являющиеся собственностью муниципального значения. Из примерно 7 мельниц, существовавших на острове за все время, только 3 мельницы являются действующими на данное время, хотя больше и не используются по прямому назначению.
Деревенские дома представляют собой настоящий живой музей, также отнесённый к категории объектов общественного значения, где пожилые люди сохраняют в своей речи уникальные архаичные выражения, отражающие специфическую языковую эволюцию.
В двух тщательно отреставрированных традиционных домах в 2007 году был открыт Экомузей Корву, современный культурный и экологический информационный центр, посвящённый острову, с музейным пространством и галереей для временных выставок.
Место, которое нельзя пропустить, — это смотровая площадка Pão de Açúcar, расположенная на склонах одноимённой горы, и, к сожалению, пострадавшая от стихийных явлений. С восходящей части дороги, ведущей внутрь острова, также открывается прекрасный вид на деревню и соседний остров Флориш.
На острове есть два маяка для облегчения навигации: один в Понта-Негра (с 1910 г.); другой в Канту-да-Карнейра, с географическими координатами 39º 42,98' северной широты и 031º 05,15' западной долготы (с 1965 года, в настоящее время неактивен).

## Окружающая среда

### Экорегионы/Охраняемые территории
Природный парк Корву был создан в соответствии с Региональным законодательным указом 44/2008/A от 5 ноября 2008 года с целью сохранения и защиты среды обитания видов и природных ресурсов на острове. Он включает в основном две категории и связанные с ними области вмешательства:
- охраняемые территории для управления средами обитания и прибрежными видами
- охраняемые территории для управления ресурсами

### Важный орнитологический район
Острова Корву и соседний Флориш вместе с окружающими водами образуют важную орнитологическую зону (IBA) Корву и Флориш площадью 210 400 га, обозначенную BirdLife International, поскольку она обеспечивает места кормления и размножения популяций буревестника Кори, малого и обыкновенного буревестников, а также розовых и обыкновенных крачек и, возможно, мадейрской качурки.